# Hickman County (Kentucky)
Das Hickman County ist ein County im US-amerikanischen Bundesstaat Kentucky. Im Jahr 2020 hatte das County 4521 Einwohner und eine Bevölkerungsdichte von 7,1 Einwohnern pro Quadratkilometer. Der Verwaltungssitz (County Seat) ist Clinton. Das County gehört zu den Dry Countys, was bedeutet, dass der Verkauf von Alkohol eingeschränkt oder verboten ist.

## Geografie
Das County liegt fast im äußersten Südwesten von Kentucky, grenzt im Südwesten an Tennessee, im Westen an Missouri, getrennt durch den Mississippi River und hat eine Fläche von 655 Quadratkilometern, wovon 22 Quadratkilometer Wasserfläche sind. An das Hickman County grenzen folgende Nachbarcountys:
|                               | Carlisle County |                                                      |
| Mississippi County (Missouri) |                 | Graves County                                        |
|                               | Fulton County   | Obion County (Tennessee), Weakley County (Tennessee) |

## Geschichte
Das Hickman County wurde am 19. Dezember 1821 als 27. County in Kentucky aus Teilen des Caldwell County und des Livingston County gebildet. Benannt wurde es nach Captain Paschal Hickman, der 1813 bei der Schlacht von River Raisin getötet wurde.

## Demografische Daten
Nach der Volkszählung im Jahr 2010 lebten im Hickman County 4902 Menschen in 2057 Haushalten. Die Bevölkerungsdichte betrug 7,7 Einwohner pro Quadratkilometer. In den 2057 Haushalten lebten statistisch je 2,33 Personen.
Ethnisch betrachtet setzte sich die Bevölkerung zusammen aus 88,4 Prozent Weißen, 9,6 Prozent Afroamerikanern, 0,3 Prozent amerikanischen Ureinwohnern, 0,4 Prozent Asiaten sowie aus anderen ethnischen Gruppen; 1,4 Prozent stammten von zwei oder mehr Ethnien ab. Unabhängig von der ethnischen Zugehörigkeit waren 1,4 Prozent der Bevölkerung spanischer oder lateinamerikanischer Abstammung.
21,0 Prozent der Bevölkerung waren unter 18 Jahre alt, 57,9 Prozent waren zwischen 18 und 64 und 21,1 Prozent waren 65 Jahre oder älter. 52,4 Prozent der Bevölkerung war weiblich.

Das jährliche Durchschnittseinkommen eines Haushalts lag bei 31.836 USD. Das Pro-Kopf-Einkommen betrug 19.953 USD. 16,1 Prozent der Einwohner lebten unterhalb der Armutsgrenze.

## Ortschaften im Hickman County
Citys
- Clinton
- Columbus

Unincorporated Communities
| - Beelerton - Beulah - Fulgham - Hailwell | - Moscow - New Cypress - Nichols - Oakton | - Old Cypress - South Columbus - Spring Hill - Whaynes Corner |

## Gliederung
Das Hickman County ist in zwei Census County Divisions (CCD) eingeteilt:
| CCD          | Einwohner 2010 | Einwohner 2020 | FIPS     |
| ------------ | -------------- | -------------- | -------- |
| Clinton CCD  | 4415           | 4125           | 21-90752 |
| Columbus CCD | 487            | 396            | 21-90792 |